# موزه نسل‌کشی تیول اسلنگ
موزه نسل‌کُشی توئُل اِسلِنگ (به خمر: សារមន្ទីរឧក្រិដ្ឋកម្មប្រល័យពូជសាសន៍ទួលស្លែង) موزه‌ای در پنوم‌پن، پایتخت کامبوج است. این مکان که پیشتر یک دبیرستان با پنج ساختمان مجزا بود، در دوران رژیم خمرهای سرخ، به زندانی مخوف به نام «اس ۲۱» تغییر کاربری یافت.

## تاریخچه
در سال ۱۹۶۸ میلادی، خمرهای سرخ به رهبری پل پوت، شورشی را به قصد بازگرداندن کامبوج به «سال صفر» ترتیب دادند تا یک آرمان‌شهر دهقانی سوسیالیستی ایجاد کنند. آنان در آوریل ۱۹۷۵ شهر پنوم‌پن، پایتخت کامبوج را به اشغال خود درمی‌آورند و شهروندان را به سه گروه تقسیم می‌کنند و بر اساس گروه‌بندی، به آنان سهمیهٔ آذوقه اختصاص می‌دهند. شهرنشینان، زمین‌داران، افسران سابق ارتش، کارمندان و تاجران در دستهٔ «نالایق‌ها» قرار می‌گیرند و سرنوشت اعدام، گرسنگی کشیدن و انجام کارهای طاقت‌فرسا در انتظارشان بود. دین و پول در کامبوج ممنوع می‌شود. توئُل اسلنگ که در ابتدا یک مدرسه بود، به دستور پل پوت به مرکز بازجویی تبدیل شد. پس از اینکه دستگیرشدگان به زندان می‌رسیدند، آنان را اندازه‌گیری می‌کردند و از آن‌ها عکس می‌گرفتند. سپس لباس‌هایشان را می‌گرفتند و آنان را در سلول‌هایی که به سختی جای نشستن بود، به کف زمین زنجیر می‌کردند. اکثر افرادی که کارشان به این سلول‌ها می‌کشید، از کادرهای خمرهای سرخ و خانواده‌هایشان بودند که به همکاری با دولت‌های خارجی یا جاسوسی برای سیا و کاگ‌ب متهم شده بودند. اکثر زندانیان توئُل اسلنگ، در نهایت با کامیون به «چوئیونگ اک» برده می‌شدند؛ یکی از جاهایی که به «میدان قتل» مشهور بود. گروهی از جلادان نوجوان در آنجا منتظر بودند که از قبل به آنان خبر داده شده بود تا یک قبر بزرگ بکنند.
در این زندان که تنها یکی از ۱۵۰ زندان تحت کنترل خمرهای سرخ بود، بیش از ۱۴ هزار زندانی سیاسی که رژیم خمرهای سرخ از آنان با عنوان «دشمن خلق» یاد می‌کرد، اعدام شدند. نخستین زندانیان، مقامات حکومت پیشین جمهوری خمر و پادشاهی خمر بودند. سپس متهمان به وابستگی به طبقه متوسط و بعدها بیشتر اعضای خمرهای سرخ که به وفادار نبودن مظنون بودند، به این زندان منتقل شدند. نگهبانان این زندان که بیشترشان نوجوان بودند، زندانیان را مجبور به نوشتن اعتراف به هر آنچه به آن متهم می‌شدند، می‌کردند. محکومان حتی مجبور می‌شدند که دوستان و خانوادهٔ خود را نیز در این اتهامات درگیر کنند و در نتیجه، این افراد نیز بعداً به این زندان برده می‌شدند. هر کسی که از شکنجه زنده می‌ماند، به مزارع کشتار در خارج از پنوم‌پن برده می‌شد و در آنجا به قتل می‌رسید. تنها ۱۲ نفر از این زندان جان سالم به در بردند.
زندان توئُل اسلنگ، نمونهٔ کوچکی از آنچه که در ابعاد بزرگ در کامبوج تحت حاکمیت خمرهای سرخ روی می‌داد، بود. تخمین زده می‌شود که در تلاش برای بازگرداندن این کشور به «سال صفر»، نود درصد هنرمندان، روشن‌فکران و معلّمان کامبوجی کشته شده باشند. «سال صفر» تصویری بود که پل پوت از یک جامعهٔ بدون طبقه و کشاورزی در ذهن داشت.

## محکومیت کنگ گک ایو، رئیس زندان توئُل اسلنگ
کنگ گک ایو، معروف به رفیق دوخ رئیس زندان توئُل اسلنگ در رژیم خمرهای سرخ بود. وی در سال ۲۰۰۹ (میلادی) در دادگاهی بین‌المللی به جرایمی چون «اعمال شکنجه، قتل، احیای برده‌داری و نیز جنایات جنگی» متهم شد. وی در تاریخ ۲۶ ژوئن ۲۰۱۰ میلادی، به ۳۵ سال زندان محکوم شد. رفیق دوخ در دورهٔ ریاستش بر زندان توئُل اسلنگ، بایگانی بزرگی از عکس‌ها و اسناد، از جمله هزاران پرونده مربوط به اعتراف اجباری زندانیان را نگهداری می‌کرد. این عکس‌ها و اسناد، بسیاری از جنبه‌های داخلی دوران خمرهای سرخ را آشکار و به دادستان‌ها کمک کردند تا وضعیت ماه‌های پایانی زندگی هزاران زندانی را ردیابی کنند. شهادت رفیق دوخ در دادگاه، برای کامبوجی‌های رنج‌برده از حکومت خمرهای سرخ، بسیار مهم بود.
وی در دادگاه گفت که عمیقاً پشیمان است و از خانواده‌های قربانیان عذرخواهی کرد؛ امّا در روزهای پایانی دادگاه، خواستار آزادی خود شد و گفت که از اعضای ارشد خمرهای سرخ نبوده است.

## نگارخانه

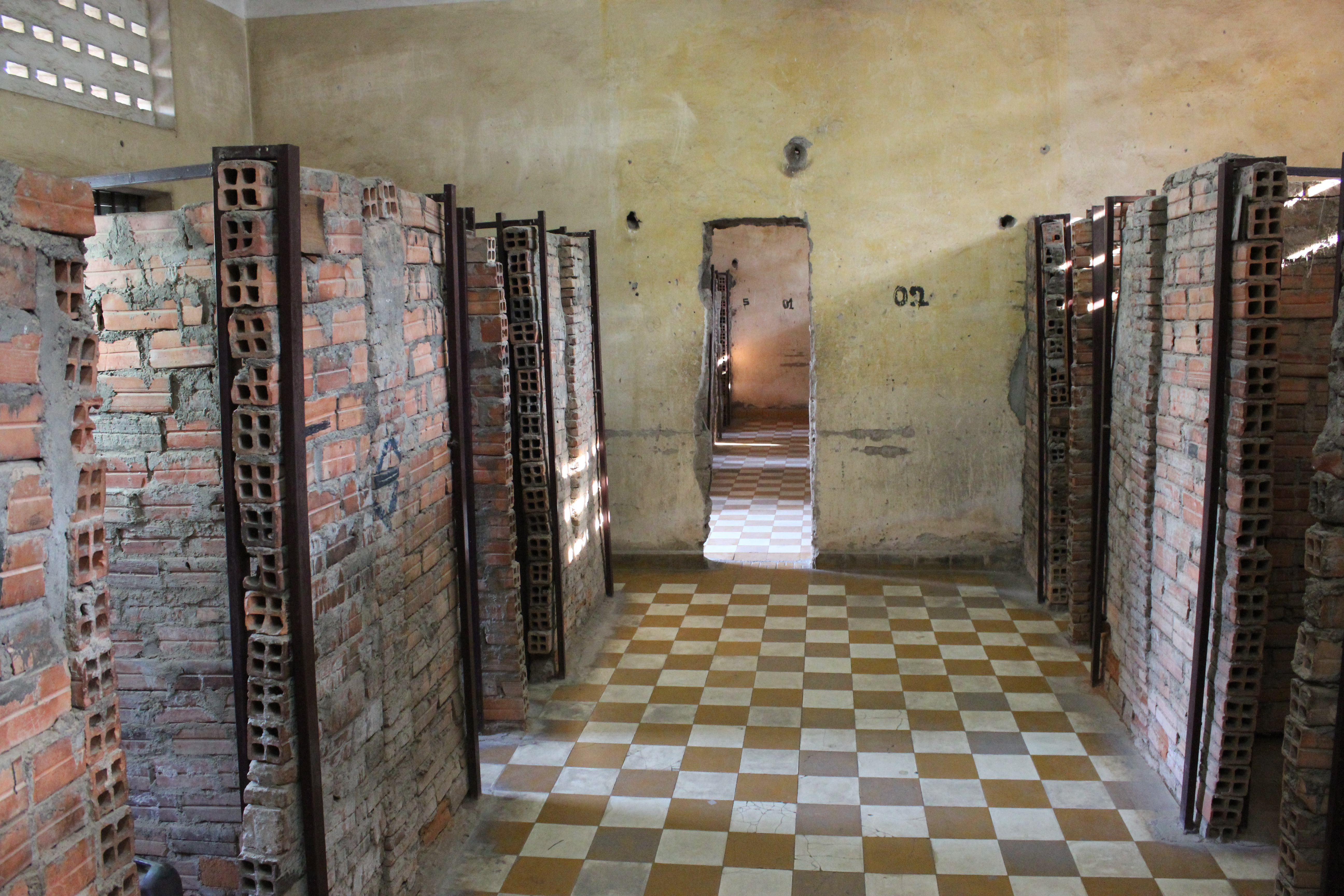
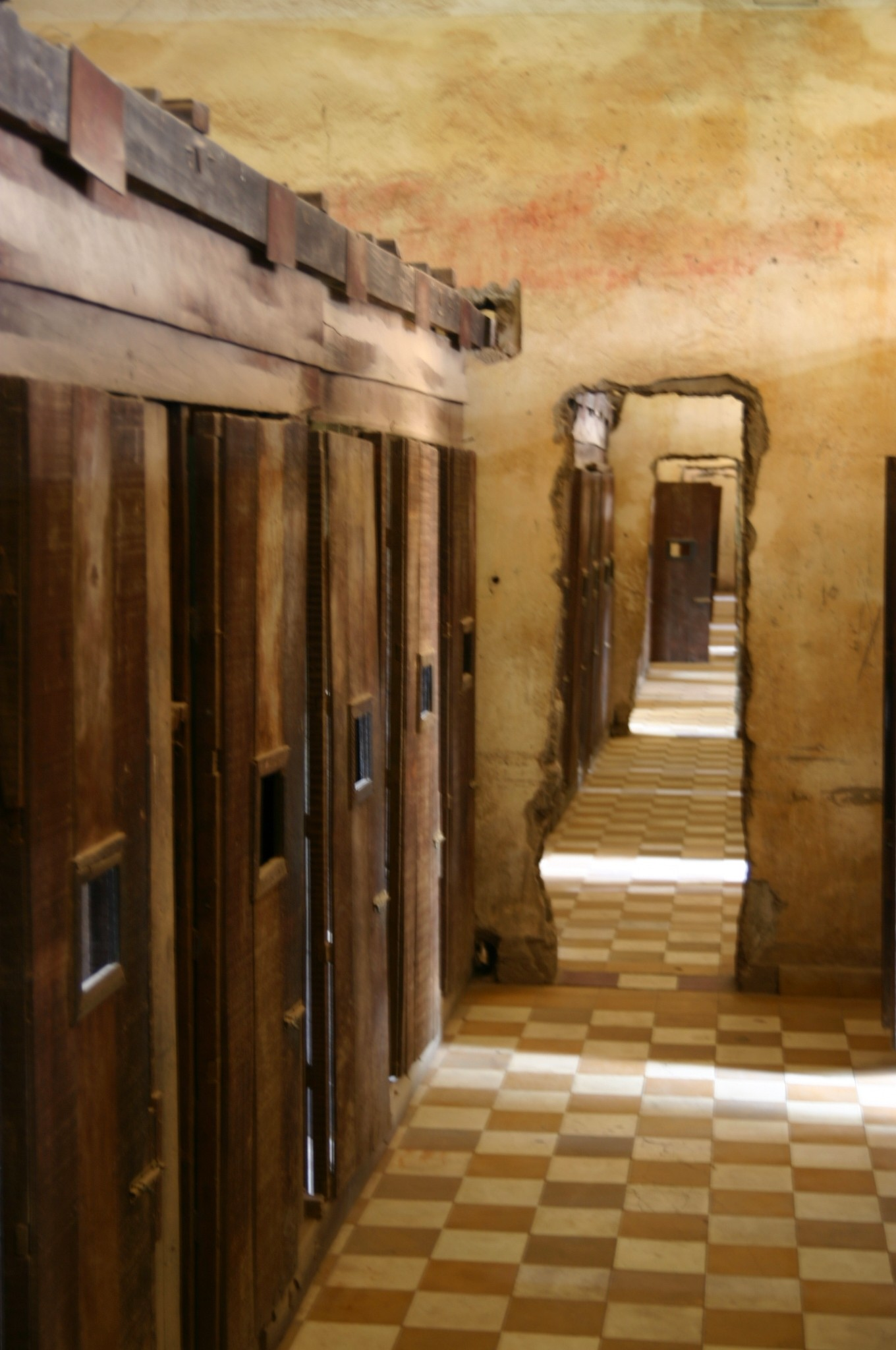
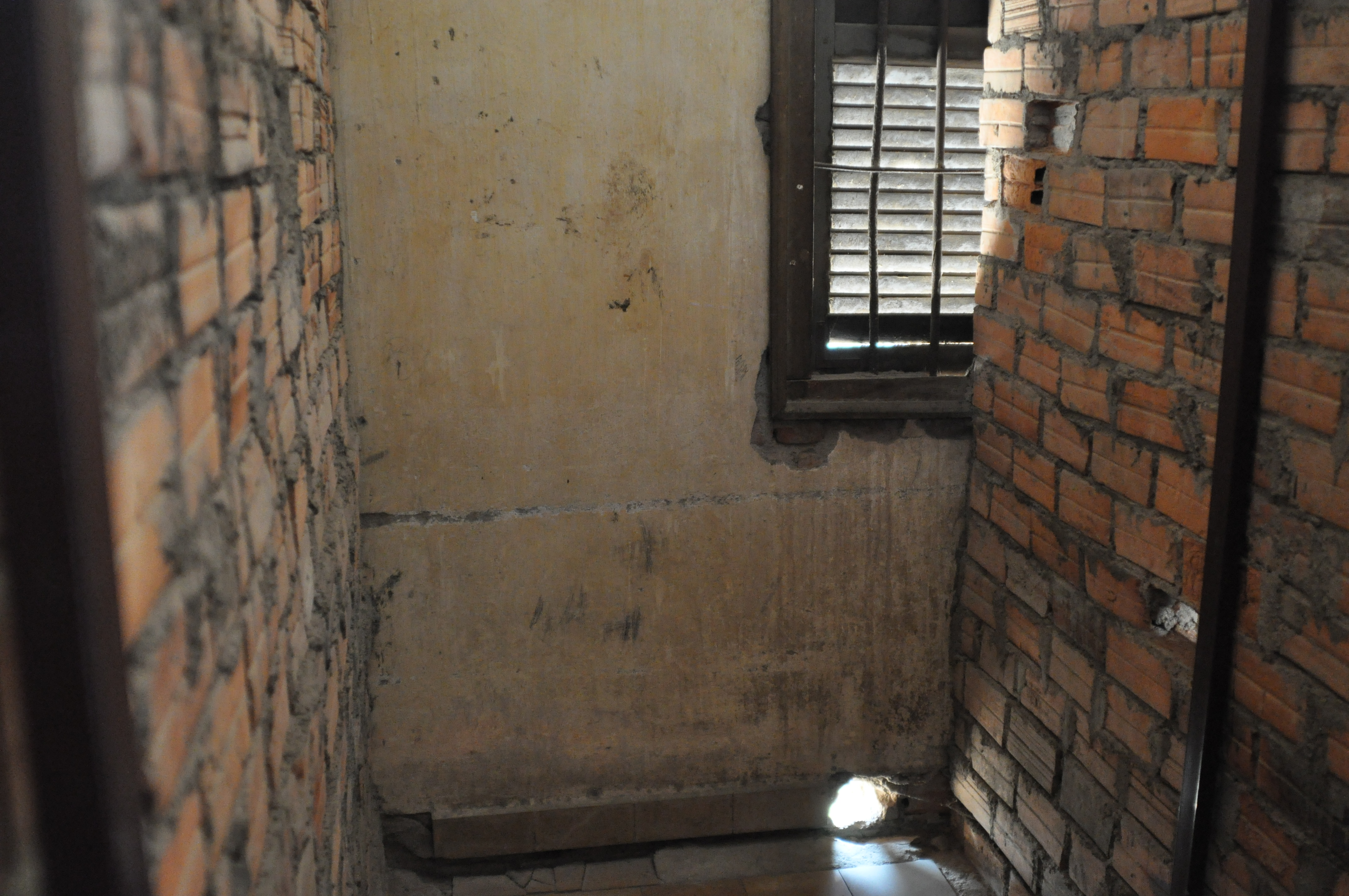
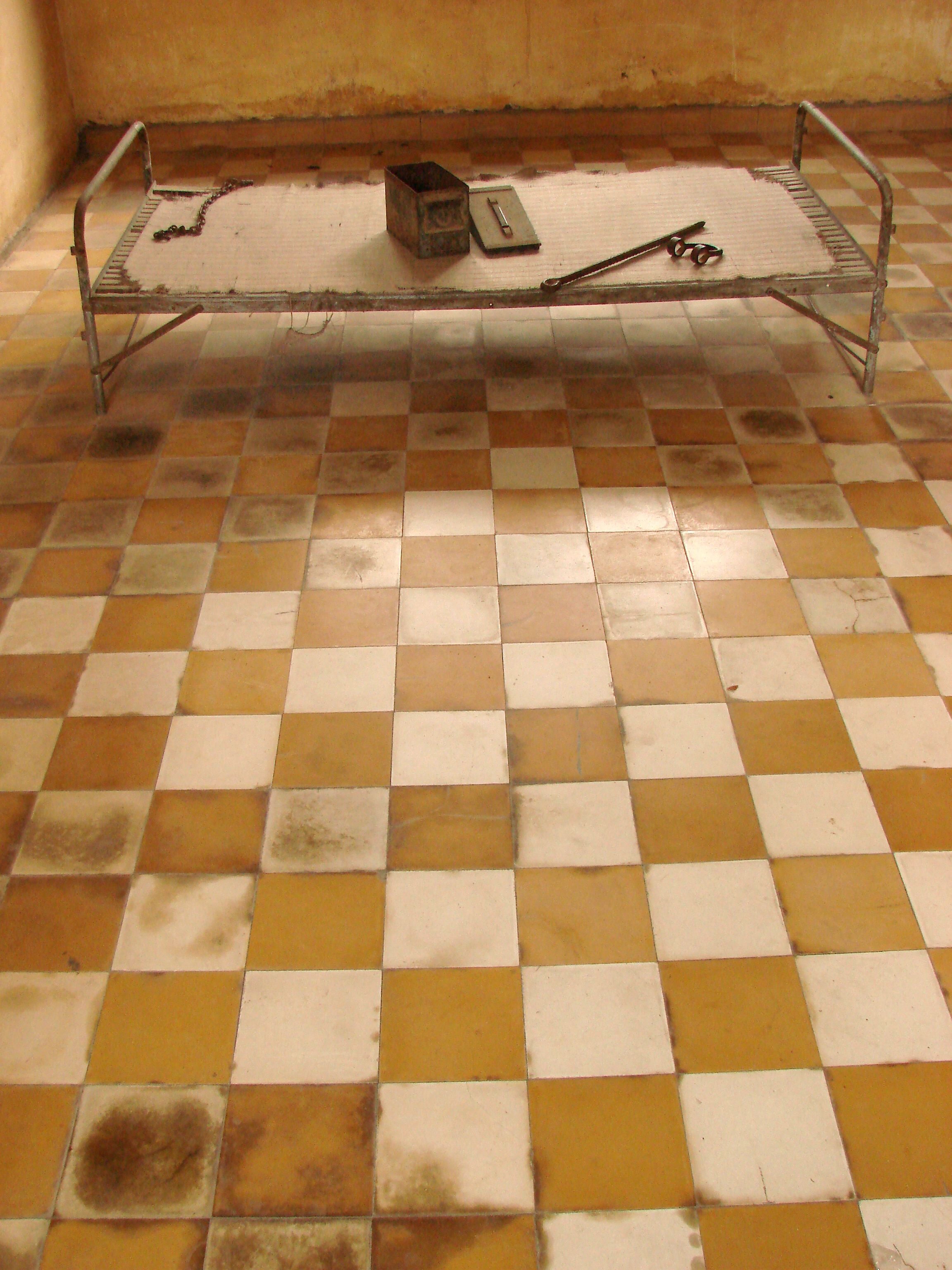
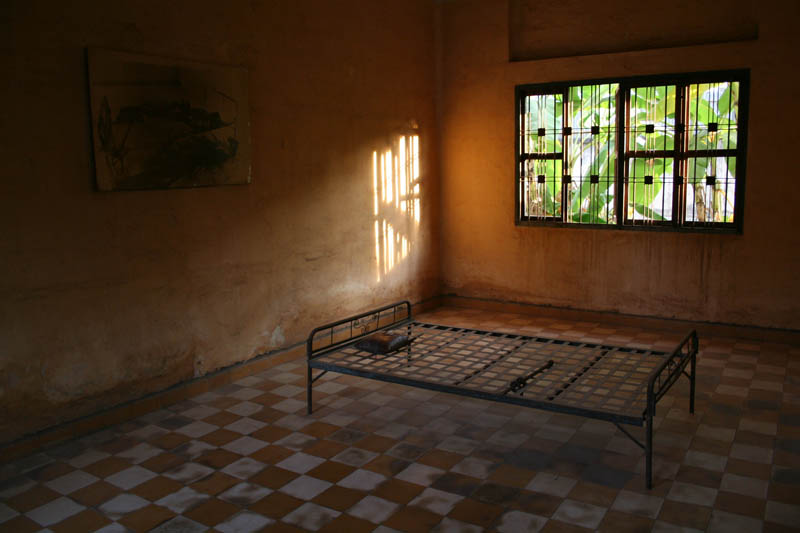
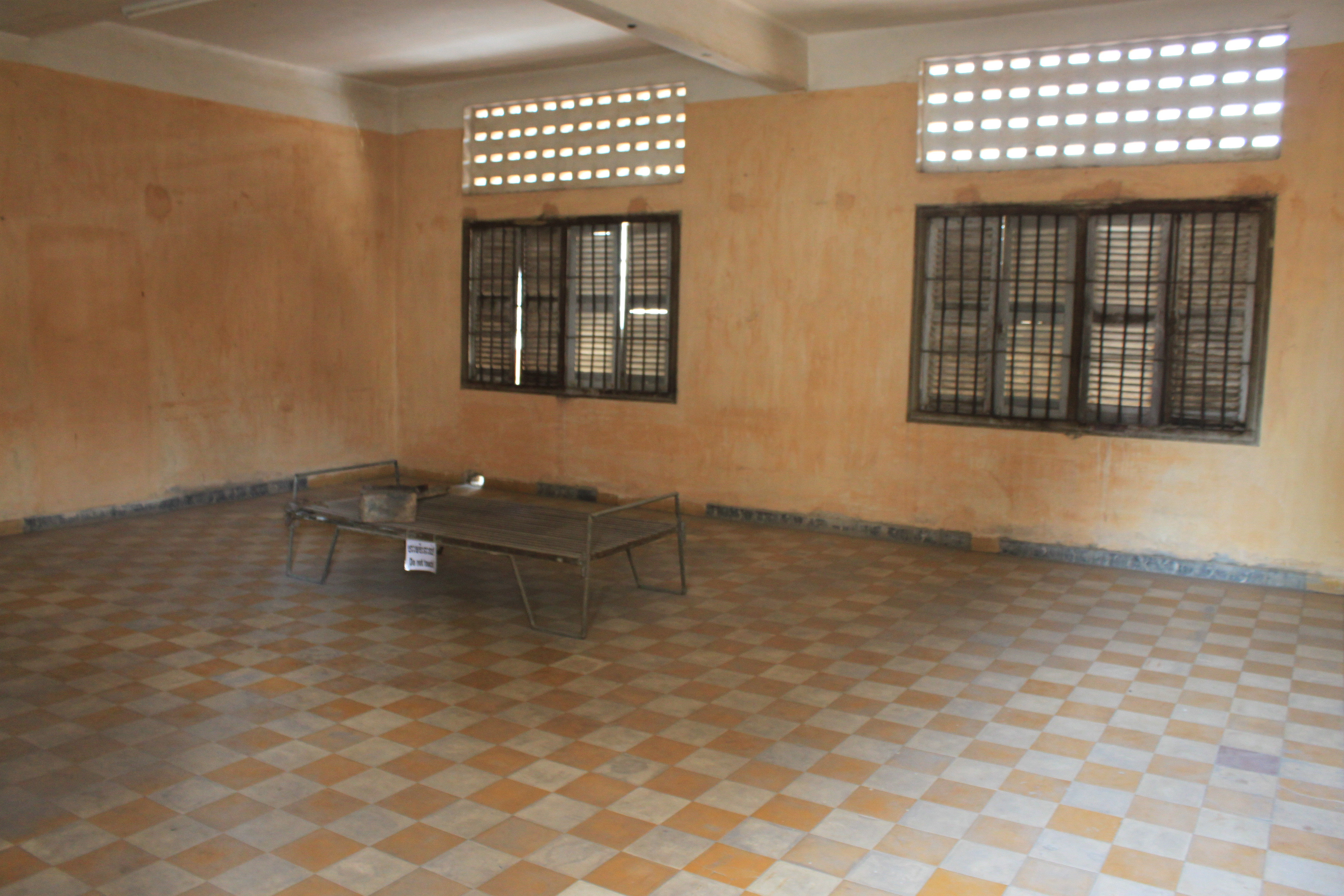
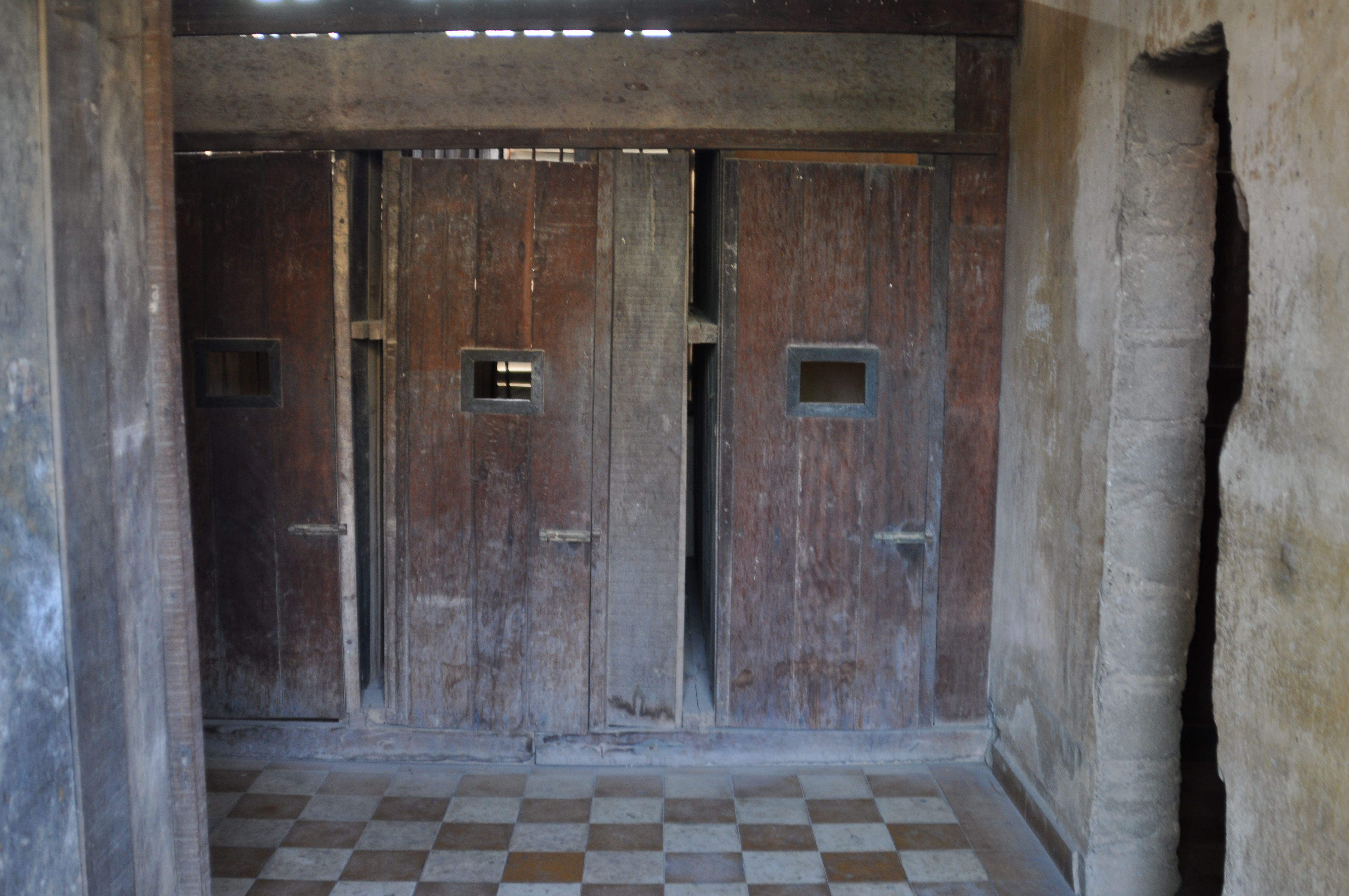
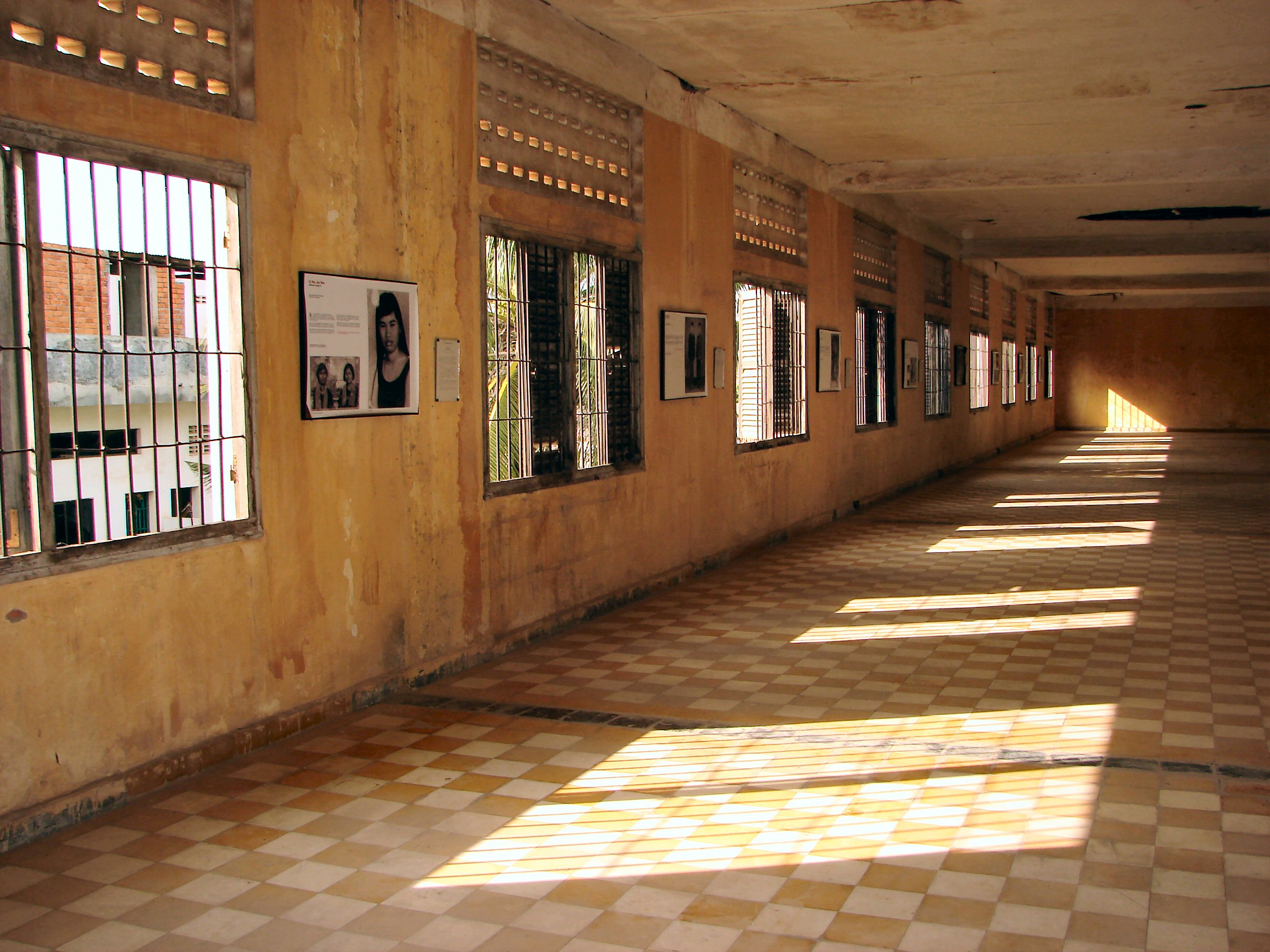
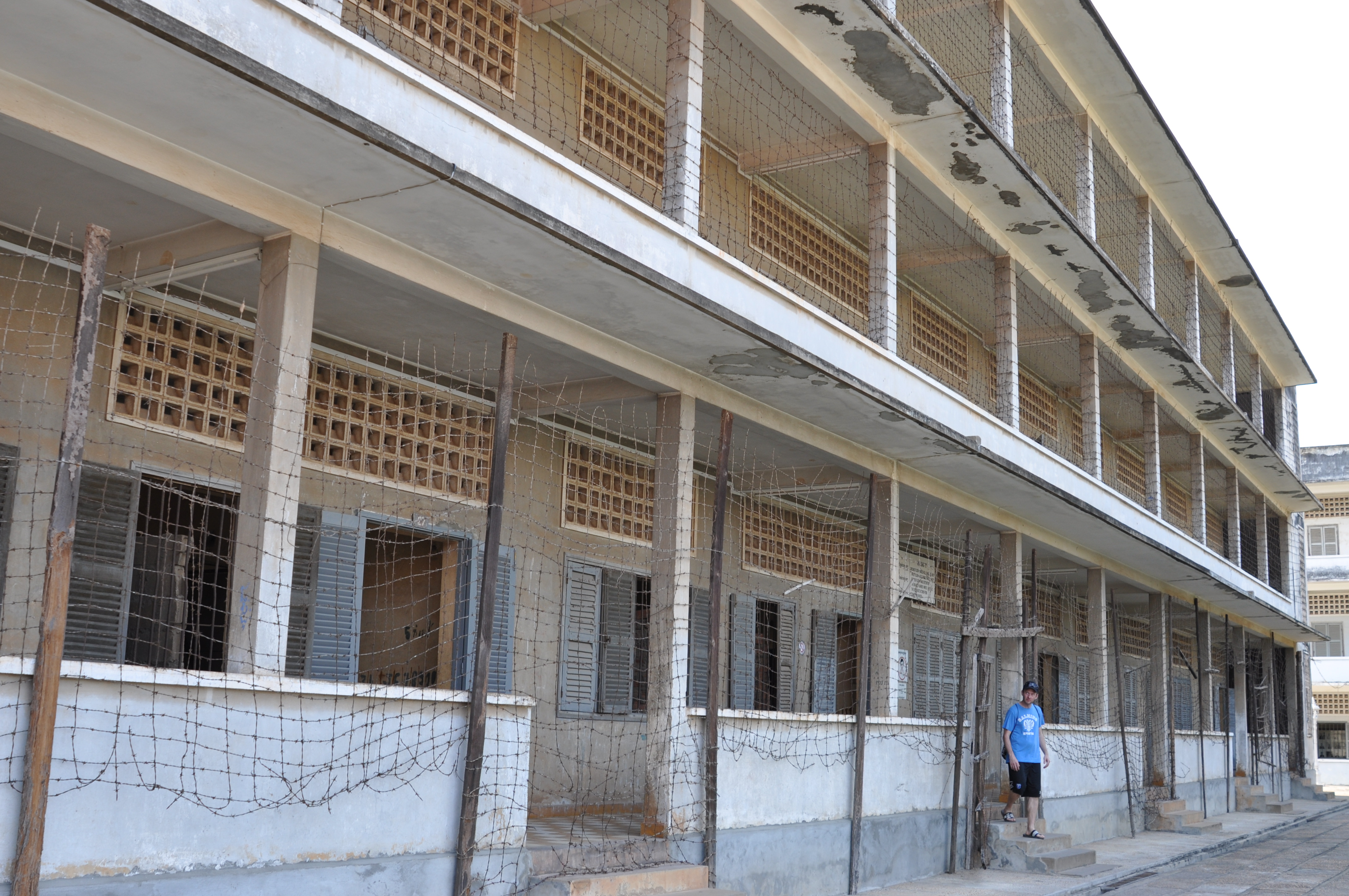